# 高橋祥平
高橋 祥平（たかはし しょうへい、1991年10月27日 - ）は、東京都東大和市出身のプロサッカー選手。Jリーグ・松本山雅FC所属。ポジションはディフェンダー（センターバック）、ミッドフィールダー。

## 来歴

### 東京ヴェルディ
ジュニア、ジュニアユース、ユースと、小学生年代から高校生年代まで東京ヴェルディの下部組織育ち。高校3年次の2009年、前年にJ2降格が決まり主力の多くを放出したトップチームの事情もあり、開幕前キャンプにユース所属ながら帯同。新任の高木琢也監督の目に留まり、2月6日に2種登録される。さらに開幕スタメンの座を勝ち取りフル出場。17歳4カ月8日での開幕戦先発は稲本潤一の17歳6カ月25日を更新するJリーグ新記録であった。その後もセンターバックとしてスタメンに定着し、5月28日にはA契約を締結。第25節の愛媛FC戦でDF登録ではJ最年少ゴールを決めた。
2010年は土屋征夫・富澤清太郎のセンターバックコンビからスタメンを奪えなかったが、左サイドバックとして出場し幅を広げた。2011年はボランチとしても出場し上位進出に貢献、U-22日本代表メンバーにも選出された。
2012年はチーム全体の得点力向上のため川勝良一監督から積極的なシュートを求められ、DF登録でありながらチーム2位の6ゴールを記録するなど得点源としても欠かせぬ戦力となった。リーグ戦では出場停止の4試合を除く全試合（38試合）に出場。
同年オフに横浜F・マリノスや京都サンガF.C.、大宮アルディージャ などの複数クラブが高橋の獲得に動いていると報道された。

### 大宮アルディージャ
2012年12月30日、大宮アルディージャへの完全移籍が発表された。

### ヴィッセル神戸
2014年12月29日、J2へ降格した大宮からヴィッセル神戸への完全移籍が発表された。2015年は開幕戦こそスタメンを外れるが、第2節川崎フロンターレ戦でスタメン出場するとその試合で早速移籍後初得点。負傷による欠場もあったが、それ以外はコンスタントに試合に出場した。2016年8月27日、浦和レッズ戦にスタメン出場したことで、J1通算100試合出場を達成。その試合で得点に絡むプレーを見せ、ヴィッセル神戸が試合後に行っているMr.ファイティングスピリット賞を受賞し、インタビューでは独特のキャラクターで会場を盛り上げた。しかし同シーズンは元日本代表DF伊野波雅彦の加入などもあり、次第に出場機会を失っていった。

### ジュビロ磐田
守備陣強化を目指していたジュビロ磐田のオファーを受け、2017年シーズンより完全移籍する事が発表された。負傷により出遅れるものの、4月以降先発に定着し年間最少失点と最終ラインからの攻撃の起点として活躍した。
2018年シーズンは、2014年の大宮在籍以来となるリーグ戦34試合フル出場を果たした。
2019年シーズンもコンスタントに試合に出場するも、チームの低迷による監督交代でフベロ監督になると出場機会が激減。ベンチ外の状況が続く。

### 東京ヴェルディ
2020年、古巣の東京ヴェルディへ期限付き移籍。ヴェルディではレギュラーとして29試合に出場した。

### 町田ゼルビア
2021年よりFC町田ゼルビアに完全移籍で加入。

### ヴィッセル神戸
2023年3月16日、古巣のヴィッセル神戸へ期限付き移籍で加入。
　2023年11月25日第33節名古屋グランパス戦にて所属するヴィッセル神戸がJ1優勝を果たした。
2024年1月4日、期限付き移籍期間満了に伴い退団。

### 松本山雅FC
2024年1月4日、松本山雅FCに完全移籍することが発表された。
開幕戦となった2月25日のデゲバジャーロ宮崎戦で先発メンバーに抜擢され、見事勝利に貢献した。開幕してしばらくはスタメンでの出場を続けていたものの、1-6で大敗した第8節の金沢戦以降はベンチ外となる試合が続いた。
しかし第33節のガイナーレ鳥取戦でスタメンに復帰すると、その試合こそ3-4で敗れてしまうものの、翌週以降の試合もスタメンで起用され続け、チームの5連勝やJ3昇格プレーオフ出場に大きく貢献した。

## プレースタイル
身長180cmとセンターバックとして大柄ではないが、ボールの落下点への到達スピードや読みの鋭さなど相手との駆け引きで勝負するタイプであると評されており、高橋自身もそうしたプレーを好んでいると発言している。
本職はセンターバックであるが、東京V時代の2010年より監督に就任した川勝良一の下でサイドバックやボランチとしても起用され、ユーティリティープレイヤーとしても評価されている。
大宮でのチームメイト・菊地光将から「性格的な熱さは祥平のいいところ」と評される 一方で、「自分の短所は短気なところ」と自分でも認めている ように熱くなりすぎる面があり、後述のような問題行動として取り上げられたものも多い。菊地も「熱さをコントロールできれば本当にいい選手になるし、それができると思います」と評している。

## エピソード
- 2011年2月、東京ヴェルディ在籍時、トレーニングマッチで対戦した東京学芸大学サッカー部について、自身のブログで「昨日学芸大と試合しましたぁ～ 相手糞弱くてやる気が出なかったし 楽だったからまぁーいいかっ そのあと友達と遊び行ったからかなりつかれたし ってかだれか飯たべにいこ～」と記述した。
- 2012年4月27日、アビスパ福岡戦にて、審判員の確認できない位置でプレーと関係なく相手選手の木原正和の後頭部に後ろから頭突き行為を行い、更に相手の観客席に向けて中指を立てる挑発行為をしたとしてJリーグから3試合の出場停止を科され、クラブが公式サイトで謝罪する事態となった[20][21]。
- 2013年4月13日、大宮アルディージャの選手として出場したセレッソ大阪戦において、1度目の警告を受けた後、審判員への異議で退場となり、ピッチを去る際にペットボトルを蹴り上げるといった行為をしたためにJリーグから2試合の出場停止の処分を科された[22]。
- 東京V在籍時のチームメイトであった先輩・土屋征夫を尊敬しており[23][3]、大宮移籍後に付けた背番号17、磐田移籍後の41は、どちらも土屋が各所属クラブで付けてきたことがある番号である。なお、磐田移籍後にサポーター会報誌上で「好きな番号」を問われた際にも「17」と回答している[19]。
- 私生活では、2014年3月25日に一般女性と結婚。同年9月9日に第1子男児、2016年12月18日に第2子女児が誕生[24]。

## 所属クラブ
- 東大和サッカー少年団
  - FC東京サッカースクール[25]
- - 2003年 ヴェルディジュニア
- 2004年 - 2006年 ヴェルディジュニアユース
- 2007年 - 2009年 東京ヴェルディユース（ウィザス高等学校）
  - 2009年  東京ヴェルディ（2種登録選手）
- 2009年 - 2012年  東京ヴェルディ
- 2013年 - 2014年  大宮アルディージャ
- 2015年 - 2016年  ヴィッセル神戸
- 2017年 - 2020年  ジュビロ磐田
  - 2020年  東京ヴェルディ（期限付き移籍）
- 2021年 - 2023年  FC町田ゼルビア
  - 2023年3月 - 同年12月   ヴィッセル神戸（期限付き移籍）
- 2024年 -   松本山雅FC

## 個人成績
| 国内大会個人成績 | 国内大会個人成績 | 国内大会個人成績 | 国内大会個人成績 | 国内大会個人成績 | 国内大会個人成績 | 国内大会個人成績 | 国内大会個人成績 | 国内大会個人成績 | 国内大会個人成績 | 国内大会個人成績 | 国内大会個人成績 |
| 年度             | クラブ           | 背番号           | リーグ           | リーグ戦         | リーグ戦         | リーグ杯         | リーグ杯         | オープン杯       | オープン杯       | 期間通算         | 期間通算         |
| 年度             | クラブ           | 背番号           | リーグ           | 出場             | 得点             | 出場             | 得点             | 出場             | 得点             | 出場             | 得点             |
| 日本             | 日本             | 日本             | 日本             | リーグ戦         | リーグ戦         | リーグ杯         | リーグ杯         | 天皇杯           | 天皇杯           | 期間通算         | 期間通算         |
| ---------------- | ---------------- | ---------------- | ---------------- | ---------------- | ---------------- | ---------------- | ---------------- | ---------------- | ---------------- | ---------------- | ---------------- |
| 2009             | 東京V            | 32               | J2               | 25               | 1                | -                | -                | 0                | 0                | 25               | 1                |
| 2010             | 東京V            | 23               | J2               | 20               | 1                | -                | -                | 1                | 0                | 21               | 1                |
| 2011             | 東京V            | 23               | J2               | 28               | 1                | -                | -                | 2                | 0                | 30               | 1                |
| 2012             | 東京V            | 4                | J2               | 38               | 6                | -                | -                | 2                | 0                | 40               | 6                |
| 2013             | 大宮             | 17               | J1               | 32               | 1                | 4                | 0                | 3                | 0                | 39               | 1                |
| 2014             | 大宮             | 17               | J1               | 34               | 6                | 6                | 0                | 2                | 0                | 42               | 6                |
| 2015             | 神戸             | 8                | J1               | 26               | 2                | 6                | 0                | 3                | 0                | 35               | 2                |
| 2016             | 神戸             | 8                | J1               | 13               | 0                | 6                | 0                | 2                | 1                | 21               | 1                |
| 2017             | 磐田             | 41               | J1               | 28               | 0                | 4                | 1                | 3                | 1                | 35               | 2                |
| 2018             | 磐田             | 41               | J1               | 34               | 0                | 4                | 0                | 2                | 0                | 40               | 0                |
| 2019             | 磐田             | 41               | J1               | 20               | 0                | 0                | 0                | 0                | 0                | 20               | 0                |
| 2020             | 東京V            | 6                | J2               | 29               | 2                | -                | -                | -                | -                | 29               | 2                |
| 2021             | 町田             | 17               | J2               | 35               | 1                | -                | -                | 1                | 0                | 36               | 1                |
| 2022             | 町田             | 17               | J2               | 39               | 1                | -                | -                | 0                | 0                | 39               | 1                |
| 2023             | 町田             | 17               | J2               | 0                | 0                | -                | -                | 0                | 0                | 0                | 0                |
| 2023             | 神戸             | 41               | J1               | 0                | 0                | 5                | 0                | 1                | 0                | 6                | 0                |
| 2024             | 松本             | 4                | J3               | 13               | 1                | 0                | 0                | -                | -                | 13               | 1                |
| 通算             | 日本             | 日本             | J1               | 187              | 9                | 35               | 1                | 16               | 2                | 238              | 12               |
| 通算             | 日本             | 日本             | J2               | 214              | 13               | -                | -                | 6                | 0                | 220              | 13               |
| 通算             | 日本             | 日本             | J3               | 13               | 1                | 0                | 0                | -                | -                | 13               | 1                |
| 総通算           | 総通算           | 総通算           | 総通算           | 414              | 23               | 35               | 1                | 22               | 2                | 471              | 26               |

- 2009年はユース所属

その他の公式戦
- 2018年
  - J1参入プレーオフ 1試合0得点
- Jリーグ初出場 - 2009年3月7日 J2第1節 vs徳島ヴォルティス戦（鳴門大塚競技場）
- Jリーグ初得点 - 2009年7月5日 J2第25節 vs愛媛FC戦（味の素スタジアム）

## 代表歴
- 2007年 - U-16日本代表
- 2008年 - U-17日本代表
- 2009年 - U-18日本代表 (AFC U-19選手権2010 (予選))
- 2011年 - U-22日本代表
- 2012年 - U-23日本代表(ロンドン五輪アジア最終予選)